# La Pépinière du désert
Pour plus de détails, voir Fiche technique et Distribution.
La Pépinière du désert est un documentaire français réalisé par Laurent Chevallier, sorti en 2009.

## Fiche technique
- Titre : La Pépinière du désert
- Réalisation : Laurent Chevallier
- Scénario : Jehanne Puysegur
- Photographie : Laurent Chevallier
- Son : Érik Ménard
- Musique : Ahmid Djouhri, Henri Ogier, Lydia Domancich
- Montage : Matthieu Augustin
- Société de production : Gédéon Programmes
- Pays d'origine :  France
- Durée : 88 minutes
- Dates de sortie : 
  - France - 21 février 2009 (diffusion sur Arte)
  - France - 19 janvier 2011 (sortie nationale)

## Distribution
- Mostefa Affi
- Mostefa Gaga

## Distinctions
- 2009 : Prix du jury au FIDADOC d'Agadir[1]